# Boomerang (Bellewaerde)
Pour les articles homonymes, voir Boomerang (homonymie).
Boomerang est une attraction de type montagnes russes du parc Bellewaerde en Belgique.

## Histoire
Le tout premier modèle de Boomerang est construit à Rafaela Padilla, Mexique en 1982 mais n'ouvre que deux ans plus tard, après l'ouverture du Boomerang de Bellewaerde en 1984. Inaugurée dans la nouvelle zone mexicaine, l'attraction de Bellewaerde est donc le tout premier exemplaire ouvert au public. À l'origine, le train rouge avec une bande jaune sort des ateliers Arrow Dynamics et les rails sont blancs et les supports sont vert foncés. Sa surface au sol est de 88 mètres sur 30 mètres.
Six ans plus tard, le 22 novembre 1990, Bellewaerde est absorbé par le groupe Walibi,,. Boomerang est repeint pour l'ouverture de la saison 1997 avec des rails jaunes et des piliers bleu marine. Un nouveau train Vekoma aux mêmes couleurs est aussi étrenné. En 2011, la couleur des appuis devient bordeaux.

## Dans la culture
La publicité Vivelle Dop fixation Extra forte a été tournée dans cette attraction.